# ألتا فالسوغانا و بيرسنتول
ألتا فالسوغانا و بيرسنتول ( بالألمانية : Hoch Suganertal und Fersental ؛ وبالموتشينو : Hoa Valzegu' ont Bersntol ) هي واحدة من المقاطعات الستة عشر في ترينتينو [الإنجليزية] في منطقة ترينتينو ألتو أديجي/سودتيرول الإيطالية. مركزها الإداري والمدينة الرئيسية هي بيرجيني فالسوغانا.

## روابط خارجية
- باللغة الإيطالية Visit Valsugana
- باللغة الإيطالية Comprensorio Alta Valsugana